# Nice To Meet Ya Tour
El Nice To Meet Ya Tour iba a ser la tercera gira de conciertos del cantante irlandés Niall Horan. La gira tenía planeada comenzar el 20 de abril de 2020 en Nashville y recorrer en 48 fechas Norteamérica, Oceanía, Europa y Latinoamérica, pero desafortunadamente tuvo que ser cancelada en su totalidad por la pandemia de COVID-19.

## Antecedentes
El 30 de octubre de 2019, Horan anunció las primeras fechas de su tercera gira, en la cual anunció 17 fechas en Norteamérica, las cuales realizaría en conjunto a Lewis Capaldi y FLETCHER. El 24 de febrero de 2020, Horan anuncia 3 fechas en Australia en sus redes sociales. El 28 de febrero el cantante anuncia 20 fechas en Europa y 8 fechas en Latinoamérica, también se anuncia que la telonera de todas las fechas de Europa, menos las de Rusia, será la cantante Maisie Peters. El 6 de marzo se añaden segundas fechas en Dublín y Belfast por el éxito de ventas. El 3 de abril de 2020, Horan anuncia que toda la gira será pospuesta por la epidemia de COVID-19.

## Fechas canceladas
| Fecha                    | Ciudad           | País           | Recinto                                              | Motivo               |
| ------------------------ | ---------------- | -------------- | ---------------------------------------------------- | -------------------- |
| 20 de abril de 2020      | Nashville        | Estados Unidos | Bridgestone Arena                                    | Pandemia de COVID-19 |
| 22 de abril de 2020      | Atlanta          | Estados Unidos | State Farm Arena                                     | Pandemia de COVID-19 |
| 24 de abril de 2020      | Miami            | Estados Unidos | BB&T Center                                          | Pandemia de COVID-19 |
| 25 de abril de 2020      | Orlando          | Estados Unidos | Amway Center                                         | Pandemia de COVID-19 |
| 27 de abril de 2020      | Washington D.C   | Estados Unidos | Capital One Arena                                    | Pandemia de COVID-19 |
| 29 de abril de 2020      | Nueva York       | Estados Unidos | Barclays Center                                      | Pandemia de COVID-19 |
| 1 de mayo de 2020        | Uncasville       | Estados Unidos | Mohegan Sun Arena                                    | Pandemia de COVID-19 |
| 2 de mayo de 2020        | Filadelfia       | Estados Unidos | Wells Fargo Center                                   | Pandemia de COVID-19 |
| 6 de mayo de 2020        | Toronto          | Canadá         | Scotiabank Arena                                     | Pandemia de COVID-19 |
| 8 de mayo de 2020        | Columbus         | Estados Unidos | Schottenstein Center                                 | Pandemia de COVID-19 |
| 9 de mayo de 2020        | Chicago          | Estados Unidos | Allstate Arena                                       | Pandemia de COVID-19 |
| 11 de mayo de 2020       | Saint Paul       | Estados Unidos | Xcel Energy Center                                   | Pandemia de COVID-19 |
| 13 de mayo de 2020       | Tulsa            | Estados Unidos | BOK Center                                           | Pandemia de COVID-19 |
| 15 de mayo de 2020       | Glendale         | Estados Unidos | Gila River Arena                                     | Pandemia de COVID-19 |
| 16 de mayo de 2020       | Las Vegas        | Estados Unidos | MGM Grand Garden Arena                               | Pandemia de COVID-19 |
| 18 de mayo de 2020       | Los Ángeles      | Estados Unidos | The Forum                                            | Pandemia de COVID-19 |
| 20 de mayo de 2020       | San José         | Estados Unidos | SAP Center                                           | Pandemia de COVID-19 |
| 9 de julio de 2020       | Charlotte        | Estados Unidos | Charlotte Metro Credit Union Ampitheatre             | Pandemia de COVID-19 |
| 11 de julio de 2020      | Orange Beach     | Estados Unidos | The Wharf Ampitheater                                | Pandemia de COVID-19 |
| 12 de julio de 2020      | The Woodlands    | Estados Unidos | Cynthia Woods Mitchell Pavilion                      | Pandemia de COVID-19 |
| 14 de julio de 2020      | Dallas           | Estados Unidos | Dos Equis Pavilion                                   | Pandemia de COVID-19 |
| 16 de julio de 2020      | Kansas City      | Estados Unidos | Starlight Theatre                                    | Pandemia de COVID-19 |
| 18 de julio de 2020      | Cincinnati       | Estados Unidos | Riverbend Music Center                               | Pandemia de COVID-19 |
| 19 de julio de 2020      | Canandaigua      | Estados Unidos | Marvin Sands Performing Arts Center                  | Pandemia de COVID-19 |
| 21 de julio de 2020      | Raleigh          | Estados Unidos | Red Hat Ampitheater                                  | Pandemia de COVID-19 |
| 23 de julio de 2020      | Mansfield        | Estados Unidos | Xfinity Center                                       | Pandemia de COVID-19 |
| 24 de julio de 2020      | Holmdel          | Estados Unidos | P. N. C. Bank Arts Center                            | Pandemia de COVID-19 |
| 26 de julio de 2020      | Rochester Hills  | Estados Unidos | Meadow Brook Ampitheatre                             | Pandemia de COVID-19 |
| 29 de julio de 2020      | Indianápolis     | Estados Unidos | Farm Bureau Insurance Lawn At White River State Park | Pandemia de COVID-19 |
| 30 de julio de 2020      | Cuyahoga Falls   | Estados Unidos | Blossom Music Center                                 | Pandemia de COVID-19 |
| 1 de agosto de 2020      | Milwaukee        | Estados Unidos | BMO Harris Pavilion                                  | Pandemia de COVID-19 |
| 2 de agosto de 2020      | San Luis         | Estados Unidos | Saint Louis Music Park                               | Pandemia de COVID-19 |
| 5 de agosto de 2020      | Englewood        | Estados Unidos | Fiddler's Green Ampitheatre                          | Pandemia de COVID-19 |
| 7 de agosto de 2020      | Salt Lake City   | Estados Unidos | Usana Ampitheatre                                    | Pandemia de COVID-19 |
| 9 de agosto de 2020      | Auburn           | Estados Unidos | White River Ampitheatre                              | Pandemia de COVID-19 |
| 30 de septiembre de 2020 | Brisbane         | Australia      | Entertainment Centre                                 | Pandemia de COVID-19 |
| 2 de octubre de 2020     | Sídney           | Australia      | Qudos Bank Arena                                     | Pandemia de COVID-19 |
| 3 de octubre de 2020     | Melbourne        | Australia      | Rod Laver Arena                                      | Pandemia de COVID-19 |
| 13 de octubre de 2020    | Varsovia         | Polonia        | Torwar Hall                                          | Pandemia de COVID-19 |
| 14 de octubre de 2020    | Berlín           | Alemania       | Verti Music Hall                                     | Pandemia de COVID-19 |
| 16 de octubre de 2020    | Hamburgo         | Alemania       | Alsterdorfer Sporthalle                              | Pandemia de COVID-19 |
| 17 de octubre de 2020    | Ámsterdam        | Países Bajos   | Ziggo Dome                                           | Pandemia de COVID-19 |
| 19 de octubre de 2020    | París            | Francia        | Zénith                                               | Pandemia de COVID-19 |
| 21 de octubre de 2020    | Cardiff          | Reino Unido    | Motorproint Arena                                    | Pandemia de COVID-19 |
| 22 de octubre de 2020    | Londres          | Reino Unido    | Wembley Arena                                        | Pandemia de COVID-19 |
| 24 de octubre de 2020    | Glasgow          | Reino Unido    | SSE Hydro                                            | Pandemia de COVID-19 |
| 25 de octubre de 2020    | Mánchester       | Reino Unido    | Manchester Arena                                     | Pandemia de COVID-19 |
| 27 de octubre de 2020    | Belfast          | Irlanda        | SSE Arena                                            | Pandemia de COVID-19 |
| 28 de octubre de 2020    | Belfast          | Irlanda        | SSE Arena                                            | Pandemia de COVID-19 |
| 30 de octubre de 2020    | Dublín           | Irlanda        | 3Arena                                               | Pandemia de COVID-19 |
| 31 de octubre de 2020    | Dublín           | Irlanda        | 3Arena                                               | Pandemia de COVID-19 |
| 3 de noviembre de 2020   | Birmingham       | Reino Unido    | Arena Birmingham                                     | Pandemia de COVID-19 |
| 5 de noviembre de 2020   | Amberes          | Bélgica        | Lotto Arena                                          | Pandemia de COVID-19 |
| 8 de noviembre de 2020   | Múnich           | Alemania       | Kulturhalle Zenith                                   | Pandemia de COVID-19 |
| 9 de noviembre de 2020   | Dusseldorf       | Alemania       | Mitsubishi Electric Hall                             | Pandemia de COVID-19 |
| 11 de noviembre de 2020  | Bolonia          | Italia         | Unipol Arena                                         | Pandemia de COVID-19 |
| 12 de noviembre de 2020  | Milán            | Italia         | Mediolanum Forum                                     | Pandemia de COVID-19 |
| 14 de noviembre de 2020  | Barcelona        | España         | Sant Jordi Club                                      | Pandemia de COVID-19 |
| 17 de noviembre de 2020  | San Petersburgo  | Rusia          | Yubileyny Sports Palace                              | Pandemia de COVID-19 |
| 18 de noviembre de 2020  | Moscú            | Rusia          | VTB Arena                                            | Pandemia de COVID-19 |
| 25 de noviembre de 2020  | Sao Paulo        | Brasil         | Espaço das Américas                                  | Pandemia de COVID-19 |
| 27 de noviembre de 2020  | Buenos Aires     | Argentina      | Luna Park                                            | Pandemia de COVID-19 |
| 30 de noviembre de 2020  | Montevideo       | Uruguay        | Teatro de Verano                                     | Pandemia de COVID-19 |
| 2 de diciembre de 2020   | Santiago         | Chile          | Movistar Arena                                       | Pandemia de COVID-19 |
| 4 de diciembre de 2020   | Bogotá           | Colombia       | Movistar Arena                                       | Pandemia de COVID-19 |
| 7 de diciembre de 2020   | Monterrey        | México         | Auditorio citiBanamex                                | Pandemia de COVID-19 |
| 8 de diciembre de 2020   | Guadalajara      | México         | Auditorio Telmex                                     | Pandemia de COVID-19 |
| 10 de diciembre de 2020  | Ciudad de México | México         | Palacio de los Deportes                              | Pandemia de COVID-19 |